# Consorzio per le Autostrade Siciliane
Le Consorzio per le Autostrade Siciliane (CAS) est un concessionnaire autoroutier pour la gestion de l'A20 Messine-Palerme, l'A18 Messine-Catane et pour la Syracuse-Gela.

## Histoire
Il fut créé en 1997 après la dissolution des trois anciens consortiums autoroutiers concessionnaires de l'ANAS, le Consortium Messine-Palerme, le Consortium Messine-Catane et le Consortium Syracuse-Gela, créé à l'époque par la loi régionale n°4 de 1965.
Il est soumis à la surveillance de la région sicilienne.
La concession actuelle a été stipulée le 27 novembre 2000 et expirera en 2030.
Le CAS est basé à Messine, dans le quartier de Scoppo, dans un bâtiment construit à l'intérieur de l'anneau du carrefour Messina Boccetta inauguré en 1972.

## Itinéraires gérés
- A20 Messine-Palerme - 181,8 km
- A18 Messine-Catane - 76,8 km
- A18 Syracuse-Gela - 41,9 km (se termine à Rosolini)

Le total géré est de 300,5 km.

## Projets
Des travaux sont en cours pour la construction des lots 6 + 7 et 8 de Syracuse-Gela qui relieront Rosolini à Marina di Modica pendant environ 20 km.
Pour l'achèvement de l'autoroute vers Gela, il manquera environ 68 autres km.